# نشان عالی تیر
نشان عالی تیر (انگلیسی: Grand Order of Tir) یکی از نشان‌های افتخار در ایران است.
این نشان طبق آیین‌نامه به پرچم یگان‌ها یا افسران و کارمندانی که در مسابقات مختلف تیراندازی، امتیازات و افتخاراتی برای خود و یگان مربوط به دست می‌آوردند، اعطاء می‌گردید.

## درجات و طراحی
این نشان یک نوع و دارای سه درجه بود:

### درجه یک
این نشان طبق آیین‌نامه در مسابقات تیراندازی ارتش شاهنشاهی با پرسنل ارتش‌های کشورهای بیگانه به پرچم نیرو که مقام اول را حائز شده بود، همچنین به پرسنلی که برای بار سوم در مسابقات تیراندازی با کشورهای بیگانه حائز رتبه یکم می‌گردیدند، اعطاء می‌گردید.
روی این نشان خورشید مانند از جنس طلا، وسط: نقش برجسته طلایی سرباز هخامنشی در حالی که کمانی در دست دارد و در حال رهاکردن تیر می‌باشد بر روی زمینه مینای آبی؛ دور نقش وسط: پنج پرّه بزرگ و پنج پرّه کوچک که بین آنها قرار گرفته با زمینه مینادار آبی رنگ و قابی طلایی؛ بر روی پرّه‌های بزرگ، پنج نوک پیکان طلایی، آمده‌است.
روبان این نشان از نواری با هفت خط عمودی آبی رنگ و سه خطر عمودی سرمه ای رنگ و سه خط عمودی زردرنگ باریک تشکیل شده‌است و بر روی آن یک علامت پیکان از جنس طلا نصب شده‌است.

### درجه دو
این نشان طبق آیین‌نامه در مسابقات تیراندازی در رده نیرو، به پرچم ارتش و یگان‌های عمده مستقل (که حداقل محل سازمانی فرمانده آن، سرلشکری بود) و در نیروهای هوایی و دریایی شاهنشاهی به پرچم یگان‌ها و مناطق (که حداقل محل سازمانی فرمانده آن، سرتیپی بود) که مقام اول را حائز بوده، مشروط بر اینکه حد نصاب امتیاز به دست آمده از ۹۰٪ امتیاز کل کمتر نبوده باشد، همچنین به پرسنلی که برای بار دوم در مسابقات تیراندازی با کشورهای بیگانه، حائز رتبه یکم می‌شدند، اعطاء می‌گردید.
روی این نشان خورشید مانند از جنس نقره، وسط: نقش برجسته نقره ای سرباز هخامنشی در حالی که کمانی در دست دارد و در حال رهاکردن تیر می‌باشد بر روی زمینه مینای آبی؛ دور نقش وسط: پنج پرّه بزرگ و پنج پرّه کوچک که بین آنها قرار گرفته با زمینه مینادار آبی رنگ و قابی نقره ای؛ بر روی پرّه‌های بزرگ، پنج نوک پیکان نقره، آمده‌است.
روبان این نشان از نواری با هفت خط عمودی آبی رنگ و سه خطر عمودی سفید رنگ و سه خط عمودی زردرنگ باریک تشکیل شده‌است و بر روی آن یک علامت پیکان از جنس نقره نصب شده‌است.

### درجه سه
این نشان طبق آیین‌نامه در مسابقات تیراندازی در رده ارتش، به پرچم‌های (تیپ، لشکر و یگان‌های همطراز آنان) که مقام اول را حائز بوده مشروط بر حد نصاب امتیاز به دست آمده از ۹۰٪ امتیاز کل کمتر نبوده باشد و چنانچه مدت سه سال متوالی رتبه یکم را حائز می‌شدند، همچنین به پرسنلی که برای بار اول در مسابقات تیراندازی قهرمانی با کشورهای بیگانه، حائز رتبه یکم می‌شدند، اعطاء می‌گردید.
روی این نشان خورشید مانند از جنس فولاد، وسط: نقش برجسته فولادی سرباز هخامنشی در حالی که کمانی در دست دارد و در حال رهاکردن تیر می‌باشد بر روی زمینه مینای آبی؛ دور نقش وسط: پنج پرّه بزرگ و پنج پرّه کوچک که بین آنها قرار گرفته با زمینه مینادار آبی رنگ و قابی فولادی؛ بر روی پرّه‌های بزرگ، پنج نوک پیکان فولادی، آمده‌است.
روبان این نشان از نواری با هفت خط عمودی آبی رنگ و سه خط عمودی سفید رنگ و سه خط عمودی زردرنگ باریک تشکیل شده‌است.